# Francesco Maria Bourbon del Monte Santa Maria
Francesco Maria Bourbon del Monte Santa Maria (Venezia, 5 luglio 1549 – Roma, 27 agosto 1626) è stato un cardinale, vescovo cattolico e diplomatico italiano presso la Santa Sede. Fu inoltre un collezionista d'arte ed uno dei più importanti committenti di Caravaggio, nonché protettore di Galileo Galilei. Ricoprì la carica di marchese del Monte Santa Maria (1615-1626). Era figlio del marchese Ranieri, primo conte di Monte Baroccio, e di Minerva Pianosa, ed apparteneva alla linea dei Bourbon di San Faustino.

## Biografia

### Studi
Francesco Maria Bourbon del Monte Santa Maria nacque a Venezia il 5 luglio 1549 da una nobile famiglia di origine toscana: i Del Monte, di cui molti membri facevano parte della curia cardinalizia dell'epoca. I Bourbon del Monte erano reggenti del marchesato del Monte Santa Maria, feudo imperiale, tra Granducato di Toscana e Stato Pontificio.
Intrapresi gli studi, ottenne il dottorato in legge e, prima ancora di prendere gli ordini sacri, divenne abate commendatario di Santa Croce a Monte Fabali. Recatosi a Roma, uditore del cardinale Alessandro Sforza e ammesso alla corte del porporato Ferdinando I de' Medici. Successivamente svolse l'incarico di referendario del tribunale della Segnatura Apostolica nel 1580 e successivamente anche di relatore. Fu poi segretario del cardinale Ferdinando I de' Medici, prendendo solo a questo punto gli ordini sacri.

### Cardinale e poi vescovo
Creato cardinale diacono da papa Sisto V nel concistoro del 14 dicembre 1588, ricevette la porpora e la diaconia di Santa Maria in Domnica l'8 gennaio 1589. Con questo titolo partecipò al primo conclave del 1590 che elesse papa Urbano VII e poco dopo all'altro conclave che in quello stesso anno scelse come pontefice Gregorio XIV. Optò quindi per il titolo presbiteriale dei Santi Quirico e Giulitta dal 5 aprile 1591, partecipando al conclave di quello stesso anno che elesse papa Innocenzo IX. L'anno successivo fu la volta di un nuovo conclave che elesse papa Clemente VIII. Ebbe quindi il titolo di Santa Maria in Aracoeli dal 14 febbraio 1592.
Partecipò poi al conclave del 1605 che elesse papa Leone XI, partecipando quello stesso anno ad un altro che proclamò pontefice Paolo V: questi ai primi di marzo del 1606, provvide a nominarlo titolare della protettoria vacante della Congregazione del beato Pietro
da Pisa. Divenuto prefetto della Sacra Congregazione del Concilio di Trento dal 1606 al 1616, preferì adottare il titolo di Santa Maria in Trastevere dal 24 gennaio 1611. Successivamente, divenuto cardinale protopresbitero, ottenne il titolo di San Lorenzo in Lucina dal 4 giugno 1612. Alla morte del padre, subentrò nel rango di reggente del marchesato del Monte Santa Maria (14 giugno 1615) per conto della sua famiglia: mantenne la carica fino al 1626.
Eletto cardinale-vescovo, fu destinato alla sede suburbicaria di Palestrina dal 16 settembre 1615 e consacrato vescovo il 7 dicembre di quello stesso anno, nella Cappella Sistina di Roma per volere del pontefice Paolo V, assistito dal cardinale Giovanni Evangelista Pallotta e dal cardinale Benedetto Giustiniani. In quella stessa cerimonia venne consacrato con lui anche Ferdinando Taverna, già vescovo di Novara.
Divenuto prefetto della Sacra Congregazione dei Riti dal 1616, partecipò al conclave del 1621, ove la Spagna presentò il proprio veto contro la sua elezione al pontificato che alcuni cardinali auspicavano. Escluso dall'elezione, scelse quindi dal 29 marzo 1621 di optare per la sede suburbicaria di Porto-Santa Rufina. Divenuto sub-decano dei Sacro Collegio dei Cardinali, partecipò al conclave del 1623, optando in seguito per la sede suburbicaria di Ostia e Velletri dal 27 settembre di quello stesso anno, allorché divenne Decano del Sacro Collegio. Legato a latere per l'apertura della Porta d'oro della basilica di San Paolo in via Ostiense nell'anno giubilare 1625, divenne uno dei personaggi più influenti della Curia romana.
Oltre alla funzione curiale, esercitò un ruolo di diplomatico ed amministratore: rappresentò, a Roma, gli interessi del granduca di Toscana e del cardinale Ferdinando de' Medici; si schierò dalla parte dei francesi nella disputa tra Francia e Spagna per l'influenza sul papato.
Francesco Maria Bourbon del Monte Santa Maria morì il 27 agosto 1626 nella sua residenza romana di Palazzo Madama. I suoi funerali ebbero luogo nella chiesa di San Luigi dei Francesi e la sepoltura nella chiesa di Sant'Urbano.

## Il protettore delle arti e delle scienze
Del Monte fu un acuto sostenitore delle arti e delle scienze; Palazzo Madama - che lo ospitava, in virtù sia della sua origine toscana, che degli stretti rapporti con i Medici, proprietari della residenza - era il crocevia dei maggiori intellettuali di passaggio a Roma: alcuni di essi vi soggiornarono più volte, come Galileo Galilei. In effetti il cardinale, unitamente al fratello maggiore Guidobaldo, "aiutò Galileo a ottenere la lettura di matematica a Pisa nel 1589 e a Padova nel 1592. Sulla scia dei successi seguiti alla scoperta dei Pianeti Medicei, Galileo fece dono al cardinale di una copia del Sidereus nuncius e di un cannocchiale. Quando lo scienziato nel 1611 si recò a Roma, il Granduca Cosimo II (1590-1621) lo affidò, tramite una lettera commendatizia, al consiglio del cardinale, perché lo aiutasse durante il soggiorno nella capitale pontificia”. Il Cardinale "replicò al Principe toscano che avrebbe protetto il personaggio raccomandatogli, giacché era suo amico, ed a lui protestava una somma stima"; di tale amicizia è testimonianza anche la coeva corrispondenza tra i due, sul desiderio di Galileo di monacare entrambe le figlie.
Era possessore di una grande collezione di opere antiche, tra cui anche il Vaso di Portland, uno degli esempi più importanti dell'arte vetro-cameo dell'antichità. Alla sua morte la collezione Del Monte contava più di 600 dipinti, tra cui alcuni del Caravaggio; l'appoggio del cardinale al giovane artista lombardo risultò fondamentale nei primi anni della sua carriera romana, oltre ad averlo introdotto all'analogamente ricco salotto del vicino palazzo Giustiniani. Egli ospitò infatti il Caravaggio a palazzo Madama fino al 1601, nonché nel palazzo marchionale di Monte Santa Maria Tiberina, capoluogo del feudo imperiale di cui era reggente, stimolandolo a realizzare nuove opere per lui: tra di esse, Caravaggio ebbe “modo di cimentarsi nella pittura su parete, 
l'unico caso conosciuto della sua carriera: si tratta della raffigurazione ad olio su muro di Giove, Nettuno e Plutone nella stanza dedicata all'alchimia del Casino Ludovisi, a quel tempo proprietà del 
cardinale Del Monte”.

## Nella cultura di massa
Nello  sceneggiato  Caravaggio del 1967, Del Monte aveva il volto di Carlo Hintermann. Michael Gough "prestò il suo volto familiare ed espressivo" alla rappresentazione del personaggio del cardinal Del Monte nel Caravaggio di Derek Jarman del 1986. Jordi Mollà lo ha impersonato nello sceneggiato televisivo  Caravaggio del 2008, mentre nel film del 2022 L'ombra di Caravaggio è stato interpretato dallo stesso regista Michele Placido.

## Genealogia episcopale e successione apostolica
La genealogia episcopale è:
- Cardinale Guillaume d'Estouteville, O.S.B.Clun.
- Papa Sisto IV
- Papa Giulio II
- Cardinale Raffaele Riario
- Papa Leone X
- Papa Paolo III
- Cardinale Francesco Pisani
- Cardinale Alfonso Gesualdo
- Papa Clemente VIII
- Papa Paolo V
- Cardinale Francesco Maria Bourbon del Monte Santa Maria

La successione apostolica è:
- Arcivescovo Andrea Gervasi (1622)

## Ascendenza
|                                                    |   |                                           | Genitori                                             |  |  | Nonni |  |  | Bisnonni                              |  |  | Trisnonni                             |  |
|                                                    |   |                                           |                                                      |  |  |       |  |  | Ranieri Bourbon del Monte Santa Maria |  |  | Cerbone Bourbon del Monte Santa Maria |  |
|                                                    |   |                                           |                                                      |  |  |       |  |  | Ranieri Bourbon del Monte Santa Maria |  |  | Cerbone Bourbon del Monte Santa Maria |  |
|                                                    |   | …                                         |                                                      |  |  |       |  |  | Ranieri Bourbon del Monte Santa Maria |  |  |                                       |  |
| Girolamo Bourbon, IX marchese di Monte Santa Maria |   |                                           |                                                      |  |  |       |  |  | Ranieri Bourbon del Monte Santa Maria |  |  |                                       |  |
|                                                    |   | Francesca Monaldeschi della Cervara       | …                                                    |  |  |       |  |  |                                       |  |  |                                       |  |
|                                                    |   | Francesca Monaldeschi della Cervara       | …                                                    |  |  |       |  |  |                                       |  |  |                                       |  |
|                                                    |   | Francesca Monaldeschi della Cervara       | …                                                    |  |  |       |  |  |                                       |  |  |                                       |  |
| Ranieri Bourbon, I conte di Monte Baroccio         |   | Francesca Monaldeschi della Cervara       |                                                      |  |  |       |  |  |                                       |  |  |                                       |  |
|                                                    |   | Federico I Sforza, X conte di Santa Fiora | Guido Sforza di Santa Fiora, IX conte di Santa Fiora |  |  |       |  |  |                                       |  |  |                                       |  |
|                                                    |   | Federico I Sforza, X conte di Santa Fiora | Guido Sforza di Santa Fiora, IX conte di Santa Fiora |  |  |       |  |  |                                       |  |  |                                       |  |
|                                                    |   | Federico I Sforza, X conte di Santa Fiora | Francesca Farnese                                    |  |  |       |  |  |                                       |  |  |                                       |  |
| Ippolita Sforza di Santa Fiora                     |   | Federico I Sforza, X conte di Santa Fiora |                                                      |  |  |       |  |  |                                       |  |  |                                       |  |
|                                                    |   | Bartolomea Diana Orsini                   | Niccolò II Orsini, VI conte di Pitigliano            |  |  |       |  |  |                                       |  |  |                                       |  |
|                                                    |   | Bartolomea Diana Orsini                   | Niccolò II Orsini, VI conte di Pitigliano            |  |  |       |  |  |                                       |  |  |                                       |  |
|                                                    |   | Bartolomea Diana Orsini                   | Elena Conti                                          |  |  |       |  |  |                                       |  |  |                                       |  |
| Francesco Maria Bourbon del Monte Santa Maria      |   | Bartolomea Diana Orsini                   |                                                      |  |  |       |  |  |                                       |  |  |                                       |  |
|                                                    | … | …                                         |                                                      |  |  |       |  |  |                                       |  |  |                                       |  |
|                                                    | … | …                                         |                                                      |  |  |       |  |  |                                       |  |  |                                       |  |
|                                                    | … | …                                         |                                                      |  |  |       |  |  |                                       |  |  |                                       |  |
| Sebastiano Pianosa                                 | … |                                           |                                                      |  |  |       |  |  |                                       |  |  |                                       |  |
|                                                    |   | …                                         | …                                                    |  |  |       |  |  |                                       |  |  |                                       |  |
|                                                    |   | …                                         | …                                                    |  |  |       |  |  |                                       |  |  |                                       |  |
|                                                    |   | …                                         | …                                                    |  |  |       |  |  |                                       |  |  |                                       |  |
| Minerva Pianosa                                    |   | …                                         |                                                      |  |  |       |  |  |                                       |  |  |                                       |  |
|                                                    |   | …                                         | …                                                    |  |  |       |  |  |                                       |  |  |                                       |  |
|                                                    |   | …                                         | …                                                    |  |  |       |  |  |                                       |  |  |                                       |  |
|                                                    |   | …                                         | …                                                    |  |  |       |  |  |                                       |  |  |                                       |  |
| …                                                  |   | …                                         |                                                      |  |  |       |  |  |                                       |  |  |                                       |  |
|                                                    |   | …                                         | …                                                    |  |  |       |  |  |                                       |  |  |                                       |  |
|                                                    |   | …                                         | …                                                    |  |  |       |  |  |                                       |  |  |                                       |  |
|                                                    |   | …                                         | …                                                    |  |  |       |  |  |                                       |  |  |                                       |  |
|                                                    |   | …                                         |                                                      |  |  |       |  |  |                                       |  |  |                                       |  |